# Sala de crise da Casa Branca

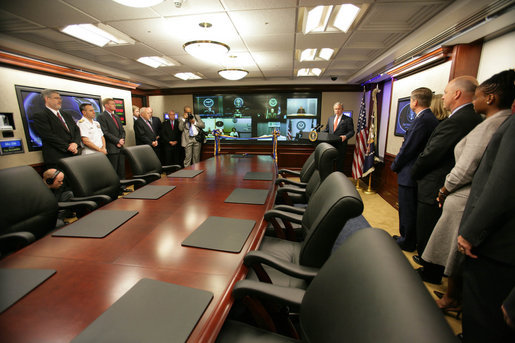
Sala de crise da Casa Branca em 2007.

A Sala de Crise da Casa Branca, oficialmente conhecida como Sala de Conferências John F. Kennedy,  5 525 pés quadrados (510 m2) sala de conferências e centro de gerenciamento de inteligência no porão da ala oeste da Casa Branca. É gerida pelo Conselho de Segurança Nacional para o uso do presidente dos Estados Unidos e seus conselheiros (incluindo o assessor de segurança nacional, o conselheiro de segurança nacional e o chefe de gabinete da Casa Branca) para monitorar e lidar com crises em casa e no exterior e realizar comunicações seguras com pessoas externas (geralmente no exterior). A Sala de Crise está equipada com equipamentos de comunicação avançados e seguros para o presidente manter o comando e o controle das forças norte-americanas em todo o mundo. 

## Origem e equipe

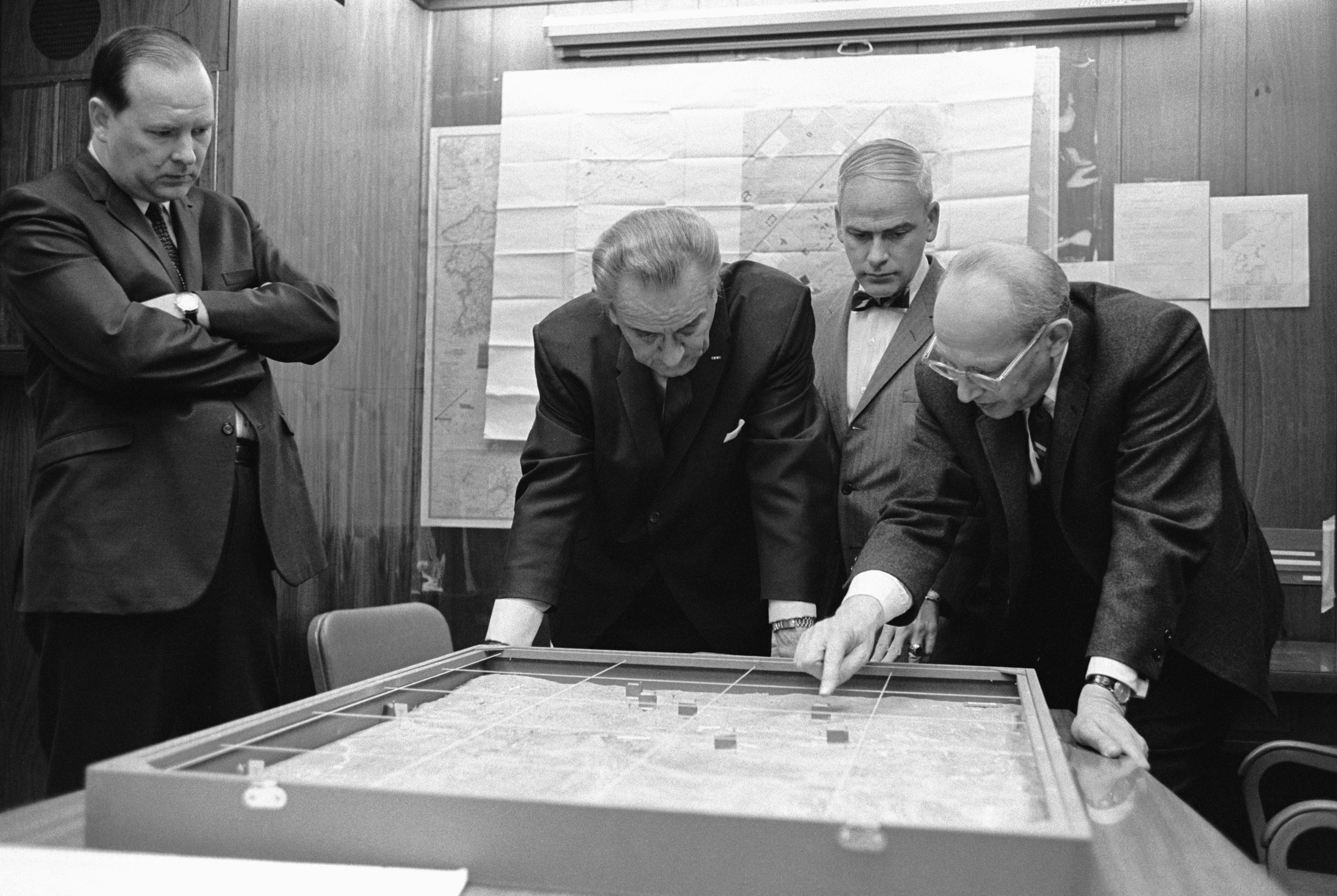
Sala de Crise: Walt Rostow, Conselheiro de Segurança Nacional, mostrando ao Presidente Lyndon B. Johnson um modelo da área de Khe Sanh em 15 de fevereiro de 1968

A Sala de Situação foi criada em 1961 por ordem do Presidente John F. Kennedy, depois que o fracasso da invasão da Baía dos Porcos foi atribuído à falta de informações em tempo real. A sala possui sistemas de comunicação seguros e as paredes contêm painéis de madeira que escondem diferentes sistemas de áudio, vídeo e outros. 
A equipe da Sala de Situação está organizada em torno de cinco equipes de observação que monitoram eventos nacionais e internacionais. Cada equipe de observação inclui três oficiais de serviço, um assistente de comunicação e um analista de inteligência, embora o número e a composição das equipes possam variar, dependendo dos requisitos de turno e da carga de trabalho. As equipes são formadas por um grupo de aproximadamente 30 funcionários seniores de várias agências da comunidade de inteligência e das forças armadas . Esses membros são escolhidos a dedo a partir de indicações fortemente examinadas feitas por suas agências-mãe e são estritamente apolíticas. Eles vigiam 24 horas por dia, monitorando constantemente os eventos mundiais e mantendo os funcionários seniores da Casa Branca informados sobre incidentes significativos.